# Самарский район
Самарский район — один из внутригородских районов города Самары. Образован Указом Президиума Верховного совета РСФСР 7 августа 1956 года, после упразднения Дзержинского, Фрунзенского и Пролетарского районов. Образует западную часть исторического центра города.

### Границы района
Территория района (без о. Поджабный) составляет 4500 га.
Границы современного Самарского района проходят:
- Нечётная сторона улицы Льва Толстого от ул. Максима Горького до пересечения с улицей Братьев Коростелёвых
- Чётная сторона ул. Братьев Коростелёвых
- Правый берег реки Самары от ул. Братьев Коростелёвых
- Левый берег реки Волги до ул. Льва Толстого
- Остров Поджабный (2700 га)[2]

## Население
| 2002    | 2010    | 2012    | 2013    | 2014    | 2015    | 2016    | 2017    | 2018    |
| ------- | ------- | ------- | ------- | ------- | ------- | ------- | ------- | ------- |
| 31 120  | ↘30 519 | ↗30 560 | ↗30 736 | ↗30 910 | ↗30 917 | ↗30 980 | ↘30 812 | ↗30 827 |
| 2019    | 2020    | 2021    |         |         |         |         |         |         |
| ↘30 636 | ↘30 411 | ↗30 989 |         |         |         |         |         |         |

## Достопримечательности
В Самарском районе находятся многие из достопримечательностей Самары:
- пешеходная улица Ленинградская, прозванная самарским Арбатом;
- площадь Революции, на которой расположен памятник В. И. Ленину, установлен в 1927 г., скульптор Матвей Манизер;
- Самарский художественный музей;
- Самарская государственная филармония;
- Самарский Театр-центр юного зрителя «СамАрт»;
- Самарский муниципальный театр драмы «Камерная сцена»;
- Лютеранский храм Святого Георга, освящён в 1865 г.;
- Самарская хоральная синагога, открыта в 1908 г.;
- скульптурная композиция из бронзы «Бурлаки на Волге», установлена в 2014 г., автор — самарский скульптор Николай Куклев;
- скульптурная группа «Дядя Степа — милиционер», установлена в 2015 г., автор Зураб Церетели;
- памятник Бравый солдат Швейк, установлен в 2013 г., автор — самарский скульптор Николай Куклев;
- памятник Владимиру Высоцкому, установлен в 2000 г., скульптор Иван Мельников;
- исторический памятник «Крепость Самара» — деревянная башня, построенная в 1986 г. к 400-летию города;
- Набережная реки Волги.

## Фильмография
- На территории Самарского района происходили съёмки ряда эпизодов новогодней комедии «Ёлки 3»(2013).[14]
- В Самарском районе проводилась киносъёмка деревянных зданий, сохранившихся с военных лет, а также самарской филармонии, для телефильма «Жизнь и судьба»(2012).[15]